# Histoire du Bas-Rhin
1790–1871
(81 ans)
1919–1940
(21 ans)
1944 – en cours
(81 ans)
Entités précédentes :
- Royaume de France (province d'Alsace)
- Empire allemand (district de Basse-Alsace)
- Conseil national d'Alsace-Lorraine
- Conseils d'ouvriers et de soldats en Alsace-Lorraine
- Reich allemand (CdZ-Gebiet Elsass)

Entités suivantes :
- Royaume de Bavière (district du Palatinat)
- Empire allemand (district de Basse-Alsace)
- Reich allemand (CdZ-Gebiet Elsass)

L'histoire du Bas-Rhin est celle du département français du Bas-Rhin, créé le 4 mars 1790 en application de la loi du 22 décembre 1789 et du décret du 8 janvier 1790. Son territoire correspond à la partie nord de la province d'Alsace, à savoir la Basse-Alsace historique. 
Le traité de Francfort attribue la totalité du département à l'Empire allemand en 1871. Devenu le district de Basse-Alsace (en allemand : Bezirk Unterelsass), le Bas-Rhin est recréé à l'issue de la Première Guerre mondiale lors de son rattachement à la France.
Annexé par l'Allemagne nazie en 1940, il réintègre le territoire français à la Libération en 1944. Il est inclus dans la région Alsace entre 1956 et 2015. Le Bas-Rhin fait actuellement partie de la région Grand Est. En 2021, il a fusionné avec le Haut-Rhin pour former la collectivité européenne d'Alsace. Le département continue cependant d'exister en tant que circonscriptions administratives de l'État.

## Origine du nom
Le département tire son nom du fleuve dénommé le Rhin, qui en forme la limite orientale, et de sa situation par rapport au département du Haut-Rhin.

## XVIIIesiècle

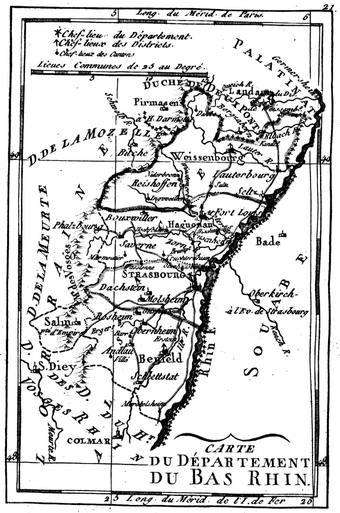
Le Bas-Rhin avant novembre 1793.

Il fut créé en 1790 à partir du territoire de la Basse-Alsace. Et selon Girault de Saint-Fargeau, il se serait également formé à partir de quelques parties de la Lorraine allemande. Il conserva ses frontières primitives pendant trois ans. 
Entre 1790 et 1795, il était divisé en plusieurs districts : Benfeld, Haguenau, Strasbourg et Wissembourg ; à partir de 1793, il avait en plus ceux de Landau et de Sarre-Union,.
En 1793 y fut rattaché :  le comté de Sarrewerden, provenant des deux maisons de Nassau-Saarbruck et de Nassau-Weilbourg. La seigneurie de Diemeringen, autrefois appartenant au Rhingrave de Salm. La seigneurie d'Asswiller, provenant de la famille de Steinkallenfels. Et enfin, plusieurs communes du Palatinat,.
Dans le courant de la même année, quelques communes du Ban de la Roche et une partie de la vallée de Schirmeck, furent détachées du Bas-Rhin à la demande de leurs habitants, pour être réunies avec le département des Vosges.

## XIXesiècle
Au début du XIXe siècle, c'était le seizième département de la république au regard de la population, soit 448 483 personnes. En 1806, il y avait 493 432 Bas-rhinois sur 509 926 qui étaient germanophones.
La surface du département, en 1814, était de 569 500 hectares. L'arrondissement de Wissembourg comprenait alors 10 cantons avec 182 communes et 146 050 habitants. Par le traité de Paris du 30 mai 1814, cet arrondissement perdit 23 communes ; en revanche il en acquit 9 autres, de sorte qu'il comptait encore 168 communes.
Le traité de paix conclu à Paris le 20 novembre 1815, enleva au département 70 communes, la rivière de la Lauter en devint la limite septentrionale. La place de Landau fut cédée à la Bavière ; cependant la ville de Wissembourg, traversée par la Lauter, est restée avec un rayon de 1 000 toises au roi de France.
Ces deux traités firent perdre au département du Bas-Rhin les 4 cantons de Bergzabern, de Candel, de Dahn et de Landau, soit 84 communes et 66 662 habitants.
En 1833, la commune d'Obersteinbach, qui était à cette époque mosellane, fut rattachée à ce département pour des raisons de distances et d'accessibilité, par rapport au chef-lieu cantonal,.